# رابرت هاونگ
رابرت هاونگ (انگلیسی: Robert T. Huang؛ زادهٔ ۱۹۴۵) کارآفرین اهل ایالات متحده آمریکا است، که در سال ۱۹۸۰ شرکت سینکس را تأسیس کرد.